# Ley de ayuda federal Pittman-Robertson para la restauración de la vida silvestre
La Ley Federal de Ayuda para la Restauración de la Vida Silvestre de 1937, más conocida como la Ley Pittman-Robertson (Pittman-Robertson Act) por sus patrocinadores, el senador de Nevada Key Pittman y el congresista de Virginia Absalom Willis Robertson, es una ley promulgada por el gobierno de los Estados Unidos, con el fin de proteger la fauna silvestre y sus hábitats naturales a través de la caza deportiva. La ley grava un impuesto del 11% sobre armas de fuego, municiones y equipo de tiro con arco para distribuir esta recaudación a los gobiernos estatales para que sea invertida en proyectos que busquen la conservación de vida silvestre.
La ley fue firmada por el presidente Franklin D. Roosevelt el 2 de septiembre de 1937 y entró en vigencia el 1 de julio del año siguiente. Ha sido enmendada muchas veces, principalmente durante la década de 1970 y más recientemente en el año 2000.
Antes de la creación de la Ley Pittman-Robertson, muchas especies de fauna fueron llevadas a la extinción o casi extinguidas por la presión de la caza comercial o de mercado, pero principalmente debido a la degradación del hábitat, producto de la expansión urbana. La ley creó un impuesto especial que proporciona fondos a cada estado para administrar el hábitat habitado por la fauna de interés cinegético y la fauna silvestre en general. Las especies notables que han regresado del borde desde la implementación de esta ley incluyen venados de cola blanca, wapiti, ciervo mulo, borrego cimarrón, oveja de dall, cabra blanca, berrendo, pavos salvajes y patos de bosque .

## Visión general
La Ley Pittman-Robertson se hizo cargo de un impuesto especial preexistente del 11% sobre armas de fuego y municiones. En lugar de ingresar al Tesoro de los EE. UU. el dinero recaudado por el impuesto es entregado al Secretario del Interior de los Estados Unidos para que lo distribuya a los estados, determinando el monto a destinar a cada estado, basándose en una fórmula que tiene en cuenta tanto el área del estado como el número de licencias de caza.
Los estados deben cumplir con ciertos requisitos para poder aprovechar el beneficio. El dinero de las ventas de sus licencias de caza no puede ser utilizado por nadie más que los propios departamentos de pesca y caza de los estados.
Los planes de aprovechamiento deben ser presentados y aprobados por el Secretario del Interior y deben incluir propouestas de investigación, monitoreo y encuestas, manejo de vida silvestre y/o hábitat y adquisición o arrendamiento de terrenos. Una vez que se ha aprobado el plan presentado, el Estado debe asumir el costo total de la propuesta para luego ser reembolsado hasta por el equivalente al 75% del gasto final, a través de los fondos generados por la Ley Pittman-Robertson.
El 25% del costo que debe ser asumido por el Estado y estos ingresos usualmente provienen de la recaudación por ventas de licencias de caza. Si, por cualquier motivo, no se gasta parte del dinero federal, después de dos años ese dinero se reasigna a la Ley de Conservación de Aves Migratorias .
En la década de 1970, las enmiendas a la ley crearon un impuesto del 10 % sobre las armas de fuego y sus municiones y accesorios, así como un impuesto del 11 % sobre el equipo de tiro con arco.
También se ordenó que la mitad del dinero de cada uno de los nuevos impuestos se utilice para educar y entrenar a los cazadores mediante la creación y el mantenimiento de clases de seguridad para cazadores y campos de tiro/objetivo.

## Resultados
Esta legislación ha proporcionado a los Estados federales los fondos necesarios para costear trabajos de investigación y proyectos que de otro modo habrían sido inasequibles.
Según una página web del Servicio de Pesca y Vida Silvestre de EE. UU. para enero del 2010, ingresaron más de dos mil millones de dólares de ayuda federal a través del programa, lo que a su vez significa que los Estados han mantenido su contribución del 25% con más de 500 millones de dólares.
La adquisición y mejora de los hábitats naturales ha sido posible gracias a la recaudación de estos fondos, permitiendo que las áreas de distribución de muchas especies de fauna silvestre que dependen de estas, como por ejemplo, los osos negros americanos, los alces y los pumas, se amplíen más allá de los límites preexistentes antes de la implementación de la ley. Poblaciones importantes de fauna silvestre, como el venado cola blanca y varias especies del orden aviar Galliformes, también han tenido la oportunidad de recuperarse y expandir sus poblaciones.

## Impacto en la Economía
La idea detrás de la ley consiste en generar fondos para ampliar las áreas naturales y su adecuada gestión a través de la mejora de oportunidades de caza y de asegurar la prácitca  sostenible de la caza mediante una adecuada gestión del hábitat así como de la educación de los cazadores. La ampliación de las áreas naturales de caza contribuyen como resultado en el aumento del consumo de artículos gravados por el impuesto, generando de esta manera los fondos necesarios para permitir la ampliación de estas áreas.
La mejora del hábitat también estimula el sector ecoturístico de la economía mediante la creación de puestos de trabajo en áreas naturales.
Una fuente muestra que los cazadores gastan alrededor de $ 10 mil millones al año en todo lo que necesitan para sus viajes de caza. Una fuente diferente encontró que los cazadores gastan entre $2.8 y $5.2 mil millones al año en mercancías sujetas a impuestos. Esto genera entre $177 y $324 millones al año en dinero de P-R.
Otra fuente estimó que los cazadores aportan unos $3,5 millones al día a la conservación mediante la compra de artículos sujetos a impuestos y licencias de caza. Un estudio mostró un retorno de la inversión extremadamente alto para los fabricantes de armas de fuego: 823% a 1588% según el año.

## Legislación relacionada

### Legislación similar
La Ley Pittman-Robertson ha tenido tanto éxito que en la década de 1950 se redactó una ley similar para la protección de las especies de peces. Esta ley se tituló Ley de Restauración de Ayuda Federal en Pesca Deportiva. Al igual que con su contraparte de vida silvestre, el nombre de este acto generalmente se abrevia reduciéndolo a los nombres de quienes lo patrocinaron, por lo que generalmente se lo conoce como el Acta Dingell-Johnson, o DJ.

## Para más información
Para más detalles sobre la economía de la Ley Pittman-Robertson, lea "Retornos financieros a la industria del Programa de ayuda federal para la restauración de la vida silvestre". Para obtener una lista completa de los elementos imponibles, consulte el Apéndice A (páginas 73 y 74) de "Retornos financieros a la industria del Programa de ayuda federal para la restauración de la vida silvestre". Para obtener información más detallada sobre la recuperación de ciertas especies desde 1937, consulte los Apéndices E y F (páginas 80 a 86) de "Retornos financieros a la industria del Programa de ayuda federal para la restauración de la vida silvestre". Para ver un gráfico que muestra la cantidad de dinero asignada a cada estado para el año fiscal 2012, consulte el Certificado preliminar de distribución del Departamento del Interior de EE. UU.
El departamento de caza y pesca de cada estado a menudo pone a disposición del público toda la información sobre cuánto dinero de PR recibe un estado específico y para qué se utiliza.